# Tipula (Arctotipula) mckinleyana
Tipula (Arctotipula) mckinleyana is een tweevleugelige uit de familie langpootmuggen (Tipulidae). De soort komt voor in het Nearctisch gebied.